# Whitmore Village
Whitmore Village és una concentració de població designada pel cens dels Estats Units a l'estat de Hawaii. Segons el cens del 2000 tenia 4.057 habitants.

## Demografia
Segons el cens del 2000, Whitmore Village tenia 4.057 habitants, 940 habitatges, i 819 famílies La densitat de població era de 1703,29 habitants per km².
Dels 940 habitatges en un 43,6% hi vivien nens de menys de 18 anys, en un 64,8% hi vivien parelles casades, en un 14,6% dones solteres, i en un 12,9% no eren unitats familiars. En el 9,8% dels habitatges hi vivien persones soles el 5,5% de les quals corresponia a persones de 65 anys o més que vivien soles. El nombre mitjà de persones vivint en cada habitatge era de 4,28 i el nombre mitjà de persones que vivien en cada família era de 4,39.
Per edats la població es repartia de la següent manera: un 29,9% tenia menys de 18 anys, un 9,5% entre 18 i 24, un 27,5% entre 25 i 44, un 20,0% de 45 a 64 i un 13,1% 65 anys o més.
L'edat mediana era de 33,5 anys. Per cada 100 dones hi havia 101,14 homes. Per cada 100 dones de 18 o més anys hi havia 98,95 homes.
La renda mediana per habitatge era de 52.308 $ i la renda mediana per família de 55.508 $. Els homes tenien una renda mediana de 27.885 $ mentre que les dones 23.139 $. La renda per capita de la població era de 14.315 $. Aproximadament el 7,5% de les famílies i l'11,1% de la població estaven per davall del llindar de pobresa.

## Poblacions més properes
El següent diagrama mostra les poblacions més properes.